# Роздобудько Ігор В'ячеславович
І́гор В'ячесла́вович Роздобу́дько (нар. 2 травня 1971, Москва) — український історик, член редколегії журналу «Музеї України».
Автор резонансних досліджень давніх територій, які Україна втратила.

## Родина
Батьки народилися в Росії. Дідусь з боку батька з козаків Березанської сотні Переяславського полку. Предок, Леонтій (Лесько) Роздобудько був осавулом і березанським городовим отаманом у 1738—1743 роках.
З боку матері зі Стародубщини — посад Воронок Стародубського району та місто Новозибків. Прадід — Терентій Остапчук, переселився на Стародубщину з української Берестейщини (м. Кобрин).

## Освіта
Закінчив історичний факультет Коломенського педінституту.

## Кар'єра
Пресаташе Українського Історичного Клубу м. Москви, доцент кафедри історії Українського Університету у Москві.
З вересня 2013 року член редакції правозахисного сайту «Кобза. Українці Росії».

## Праці
Автор праць:
- «Стародубщина. Нарис українського життя краю» [Архівовано 25 липня 2015 у Wayback Machine.] (під псевдонімом «Вірний зі Стародубщини»).
- «Східна Слобожанщина» [Архівовано 25 липня 2015 у Wayback Machine.]
- «Донщина та далі на Схід» [Архівовано 12 липня 2015 у Wayback Machine.].

Друкувався у виданнях: «Український тиждень», «Молодь України», «Український історичний календар» та інших.